# Мої друзі Тигрик та Вінні
Мої друзі Тигрик та Вінні англ. My Friends Tigger & Pooh — анімований за допомогою комп'ютера мультиплікаційний серіал, за мотивами книги Александра Мілна "Вінні Пух". У серіалі беруть участь ведмедик Вінні-Пух та його друзі, в тому числі два нових персонажі: шестирічна руда дівчинка на ім'я Дарбі та її песик Бастер. Хоча Дарбі тут виступає як головна людина - друг Вінні та компанії, у деяких серіях з'являється і Кристофер Робін.
Серіал було виготовлено студією Walt Disney Television Animation, прем'єра відбулась 12 травня 2007 року. Загалом було знято 64 серії; у 2010 році подальші зйомки серіалу припинено.
Перший сезон (26 серій) було перекладено українською мовою компанією "Невафільм Україна" для демонстрації на каналі 1+1.